# Betoncourt-Saint-Pancras
Betoncourt-Saint-Pancras là một xã thuộc tỉnh Haute-Saône trong vùng Bourgogne-Franche-Comté phía đông nước Pháp.